# România la Jocurile Olimpice de iarnă din 2014
România a participat la Jocurile Olimpice de iarnă din 2014 din Soci, Rusia în perioada 7 - 23 februarie 2014, cu o delegație de 24 sportivi care a concurat la 8 sporturi (biatlon, bob, patinaj artistic, sanie, sărituri cu schiurile, schi alpin, schi fond, skeleton), cu 5 mai puțini decât în 2010.

## Biatlon
România a calificat doi sportivi în funcție de rezultatele de la Campionatele Mondiale de Biatlon din 2012 și 2013.
| Sportiv                 | Probă                 | Timp    | Ratări      | Loc |
| ----------------------- | --------------------- | ------- | ----------- | --- |
| Cornel Dumitru Puchianu | Individual masculin   | 56:10,4 | 4 (0+0+1+3) | 60  |
| Cornel Dumitru Puchianu | Sprint masculin       | 25:50,7 | 0 (0+0)     | 30  |
| Cornel Dumitru Puchianu | Urmărire masculin     | 38:19,8 | 6 (0+2+1+3) | 47  |
| Éva Tófalvi             | Individual feminin    | 47:30,8 | 1 (0+0+1+0) | 21  |
| Éva Tófalvi             | Sprint feminin        | 22:01,5 | 1 (1+0)     | 22  |
| Éva Tófalvi             | Urmărire feminin      | 32:15,3 | 3 (1+2+0+0) | 26  |
| Éva Tófalvi             | Start în bloc feminin | 37:50,9 | 2 (1+0+0+1) | 21  |

## Bob
România a calificat trei echipaje care constau într-un total de opt sportivi.
| Sportiv                                                           | Probă                     | Manșa 1 | Manșa 1 | Manșa 2 | Manșa 2 | Manșa 3 | Manșa 3 | Manșa 4       | Manșa 4       | Total   | Total |
| Sportiv                                                           | Probă                     | Timp    | Loc     | Timp    | Loc     | Timp    | Loc     | Timp          | Loc           | Timp    | Loc   |
| ----------------------------------------------------------------- | ------------------------- | ------- | ------- | ------- | ------- | ------- | ------- | ------------- | ------------- | ------- | ----- |
| Florin Cezar Crăciun Nicolae Istrate*                             | Echipaj de dublu masculin | 57,39   | 17      | 57,19   | 17      | 57,24   | 17      | 57,16         | 18            | 3:48,98 | 17    |
| Dănuț Moldovan Paul Muntean Andreas Neagu* Bogdan Laurențiu Otavă | Echipaj de patru masculin | 56,25   | =23     | 56,16   | 22      | 56,62   | 27      | Nu au avansat | Nu au avansat | 2:49,03 | 24    |
| Maria Constantin* Andreea Grecu                                   | Echipaj de dublu feminin  | 59,04   | 17      | 59,08   | 17      | 59,38   | 17      | 59,09         | 16            | 3:56,59 | 17    |

* – Pilotul saniei

## Patinaj artistic
România a calificat un patinator în proba de individual masculin.
| Sportiv        | Probă    | PS     | PS   | PL     | PL  | Total  | Total |
| Sportiv        | Probă    | Puncte | Loc  | Puncte | Loc | Puncte | Loc   |
| -------------- | -------- | ------ | ---- | ------ | --- | ------ | ----- |
| Zoltán Kelemen | Masculin | 60,41  | 24 C | 98,35  | 23  | 158,76 | 23    |

## Sanie
România a calificat patru sportivi, și un loc în proba de ștafetă echipă mixtă, ca urmare a calificării unei sănii în fiecare probă individuală. Echipajul de dublu masculin nu a mai luat startul deoarece sania li s-a avariat în timpul unui antrenament.
| Sportiv                                                                  | Probă                | Manșa 1 | Manșa 1 | Manșa 2 | Manșa 2 | Manșa 3 | Manșa 3 | Manșa 4 | Manșa 4 | Total    | Total |
| Sportiv                                                                  | Probă                | Timp    | Loc     | Timp    | Loc     | Timp    | Loc     | Timp    | Loc     | Timp     | Loc   |
| ------------------------------------------------------------------------ | -------------------- | ------- | ------- | ------- | ------- | ------- | ------- | ------- | ------- | -------- | ----- |
| Valentin Crețu                                                           | Individual masculin  | 53,562  | 31      | 53,279  | 28      | 52,902  | 27      | 53,142  | 32      | 3:32,885 | 29    |
| Nicolae Șovăială Alexandru Teodorescu                                    | Dublu masculin       | NAÎ     | NAÎ     | NAÎ     | NAÎ     | N/A     | N/A     | N/A     | N/A     | NAÎ      | NAÎ   |
| Raluca Strămăturaru                                                      | Individual feminin   | 52,862  | 31      | 51,821  | 29      | 52,238  | 29      | 52,083  | 27      | 3:29,004 | 30    |
| Valentin Crețu Nicolae Șovăială Alexandru Teodorescu Raluca Strămăturaru | Ștafetă echipă mixtă | NAÎ     | NAÎ     | NAÎ     | NAÎ     | NAÎ     | NAÎ     | N/A     | N/A     | NAÎ      | NAÎ   |

## Sărituri cu schiurile
România a calificat un sportiv după o pauză de 22 de ani.
| Sportiv            | Probă           | Calificări | Calificări | Calificări | Prima rundă  | Prima rundă  | Prima rundă  | Finala       | Finala       | Finala       |
| Sportiv            | Probă           | Distanță   | Puncte     | Loc        | Distanță     | Puncte       | Loc          | Distanță     | Puncte       | Loc          |
| ------------------ | --------------- | ---------- | ---------- | ---------- | ------------ | ------------ | ------------ | ------------ | ------------ | ------------ |
| Sorin Iulian Pîtea | Trambulina mică | 86,0       | 42,0       | 45         | Nu a avansat | Nu a avansat | Nu a avansat | Nu a avansat | Nu a avansat | Nu a avansat |
| Sorin Iulian Pîtea | Trambulina mare | 101.5      | 59.6       | 51         | Nu a avansat | Nu a avansat | Nu a avansat | Nu a avansat | Nu a avansat | Nu a avansat |

## Schi alpin
România a calificat trei sportivi în urma alocării finale.
| Sportiv                  | Probă                 | Manșa 1 | Manșa 1 | Manșa 2 | Manșa 2 | Total   | Total |
| Sportiv                  | Probă                 | Timp    | Loc     | Timp    | Loc     | Timp    | Loc   |
| ------------------------ | --------------------- | ------- | ------- | ------- | ------- | ------- | ----- |
| Ioan Valeriu Achiriloaie | Coborârea masculină   | N/A     | N/A     | N/A     | N/A     | 2:17,46 | 46    |
| Ioan Valeriu Achiriloaie | Combinata masculină   | NAT     | NAT     | NAT     | NAT     | NAT     | NAT   |
| Alexandru Barbu          | Slalom uriaș masculin | 1:29,47 | 52      | 1:29,77 | 47      | 2:59,24 | 48    |
| Alexandru Barbu          | Slalom masculin       | 52,82   | 44      | 59,84   | 21      | 1:52,66 | 21    |
| Ania Monica Caill        | Coborârea feminină    | N/A     | N/A     | N/A     | N/A     | NAT     | NAT   |
| Ania Monica Caill        | Super-G feminin       | N/A     | N/A     | N/A     | N/A     | 1:33,73 | 30    |
| Ania Monica Caill        | Combinata feminină    | 1:51,91 | 34      | 1:02,04 | 22      | 2:53,95 | 22    |
| Ania Monica Caill        | Slalom uriaș feminin  | 1:28,53 | 55      | 1:28,73 | 51      | 2:57,26 | 51    |

## Schi fond
România a calificat trei sportivi în urma alocării finale.
Distanță
| Sportiv                | Probă                    | Clasic  | Clasic | Liber   | Liber | Final     | Final   | Final |
| Sportiv                | Probă                    | Timp    | Loc    | Timp    | Loc   | Timp      | Deficit | Loc   |
| ---------------------- | ------------------------ | ------- | ------ | ------- | ----- | --------- | ------- | ----- |
| Paul Constantin Pepene | 15 km clasic masculin    | N/A     | N/A    | N/A     | N/A   | 43:39,4   | 5:09,7  | 62    |
| Paul Constantin Pepene | 30 km schiatlon masculin | 37:52,5 | 45     | 35:10,4 | 52    | 1:13:36,2 | 5:20.8  | 48    |
| Tímea Sára             | 10 km clasic feminin     | N/A     | N/A    | N/A     | N/A   | 34:48,2   | 6:30.4  | 62    |
| Tímea Sára             | 15 km schiatlon feminin  | 22:54,0 | 60     | 23:10,5 | 60    | 46:43,0   | 8:09.4  | 60    |

Sprint
| Sportiv                | Probă           | Calificări | Calificări | Sferturi de finală | Sferturi de finală | Semifinală   | Semifinală   | Finală       | Finală       |
| Sportiv                | Probă           | Timp       | Loc        | Timp               | Loc                | Timp         | Loc          | Timp         | Loc          |
| ---------------------- | --------------- | ---------- | ---------- | ------------------ | ------------------ | ------------ | ------------ | ------------ | ------------ |
| Paul Constantin Pepene | Sprint masculin | 3:51,54    | 65         | Nu a avansat       | Nu a avansat       | Nu a avansat | Nu a avansat | Nu a avansat | Nu a avansat |
| Daniel Pripici         | Sprint masculin | 3:52,68    | 68         | Nu a avansat       | Nu a avansat       | Nu a avansat | Nu a avansat | Nu a avansat | Nu a avansat |
| Tímea Sára             | Sprint feminin  | 2:48,16    | 49         | Nu a avansat       | Nu a avansat       | Nu a avansat | Nu a avansat | Nu a avansat | Nu a avansat |

## Skeleton
România a calificat doi sportivi.
| Sportiv               | Probă    | Manșa 1 | Manșa 1 | Manșa 2 | Manșa 2 | Manșa 3 | Manșa 3 | Manșa 4      | Manșa 4      | Total   | Total |
| Sportiv               | Probă    | Timp    | Loc     | Timp    | Loc     | Timp    | Loc     | Timp         | Loc          | Timp    | Loc   |
| --------------------- | -------- | ------- | ------- | ------- | ------- | ------- | ------- | ------------ | ------------ | ------- | ----- |
| Dorin Dumitru Velicu  | Masculin | 58,72   | 27      | 58,44   | 25      | 58,91   | 27      | Nu a avansat | Nu a avansat | 2:56.07 | 25    |
| Maria Marinela Mazilu | Feminin  | 59,99   | 19      | 59,89   | 20      | 59,63   | 20      | 59,11        | 20           | 3:58,62 | 20    |